# Scorpiurus muricatus
Scorpiurus muricatus L. – gatunek jednorocznej rośliny zielnej z rodziny bobowatych (Fabaceae Lindl.). Naturalny zasięg występowania obejmuje Europę Południową (Hiszpania, Portugalia, Włochy, Grecja), Afrykę Północną (Tunezja) oraz Azję Zachodnią (Izrael). Odnotowane są także pojedyncze stanowiska w Europie Zachodniej i Skandynawii oraz Afryce Środkowej (Etiopia).

## Morfologia

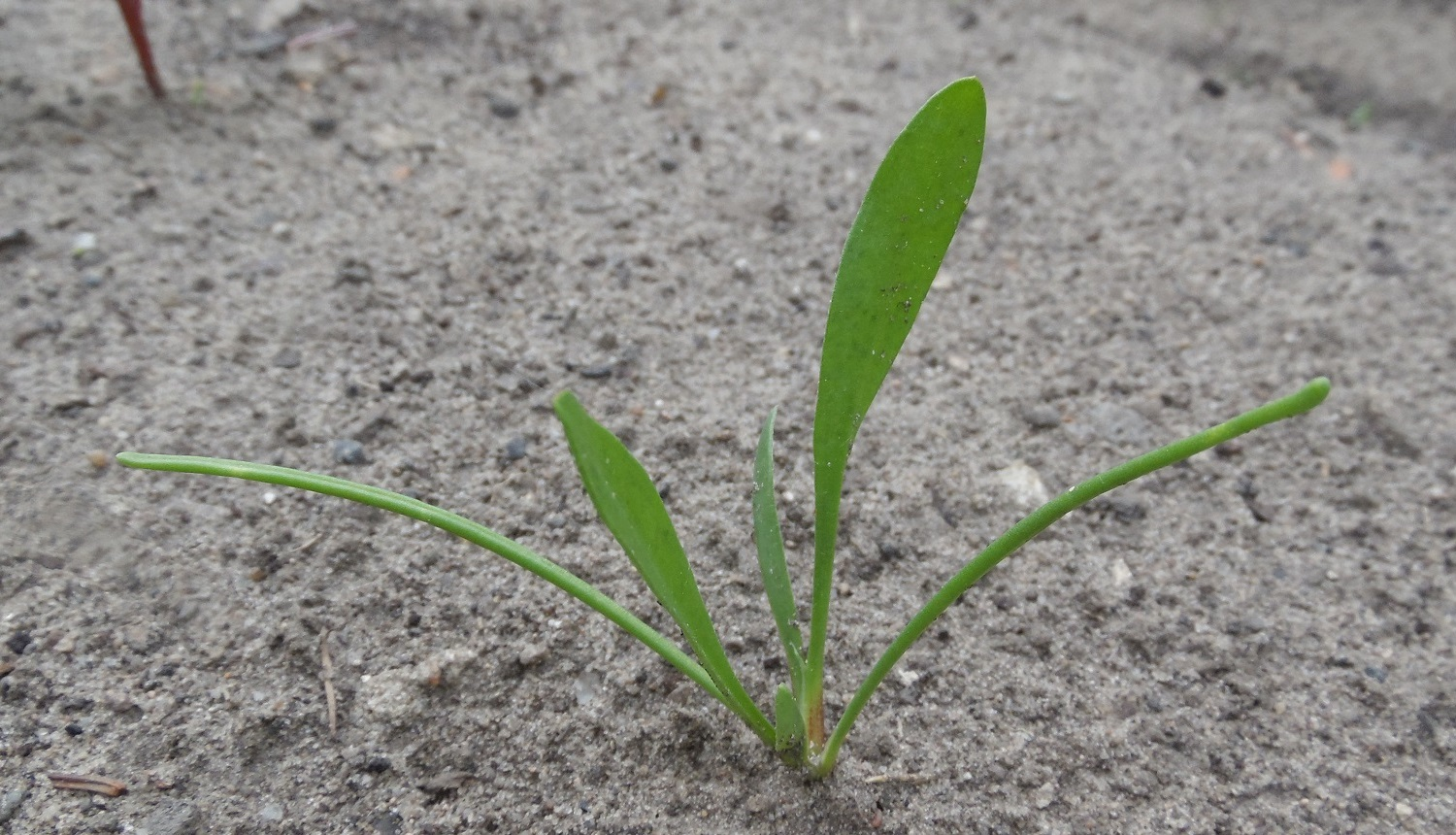
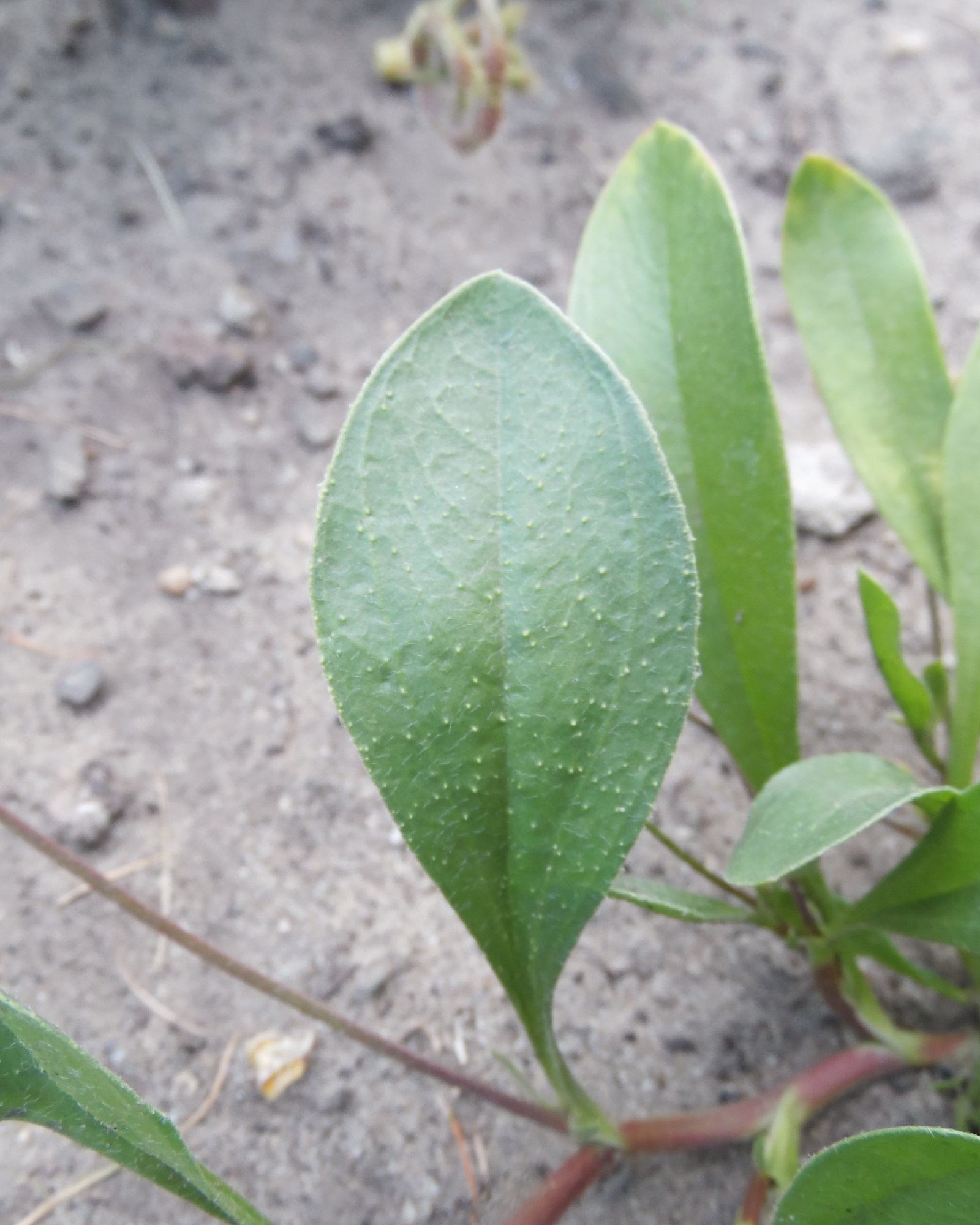

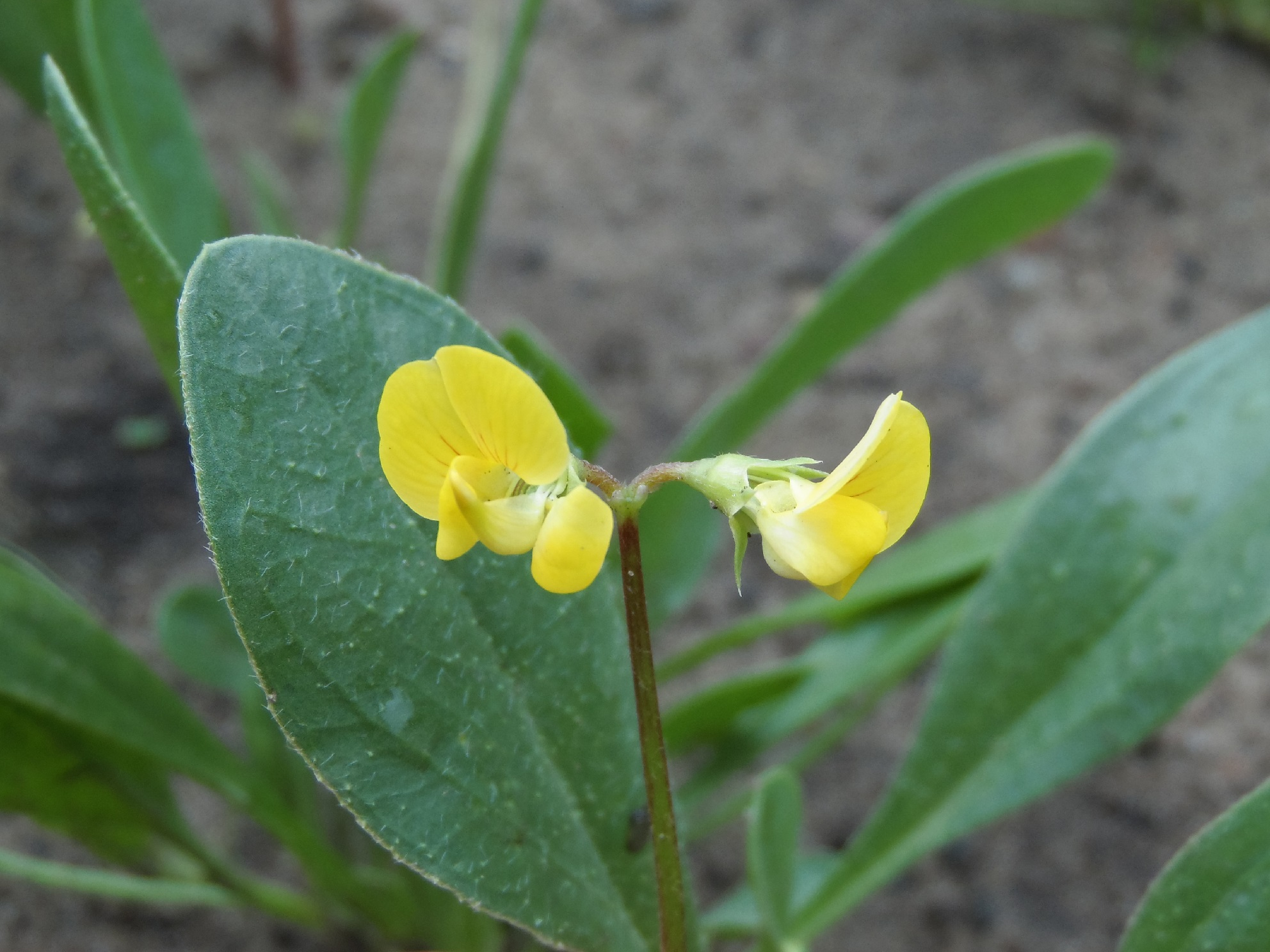
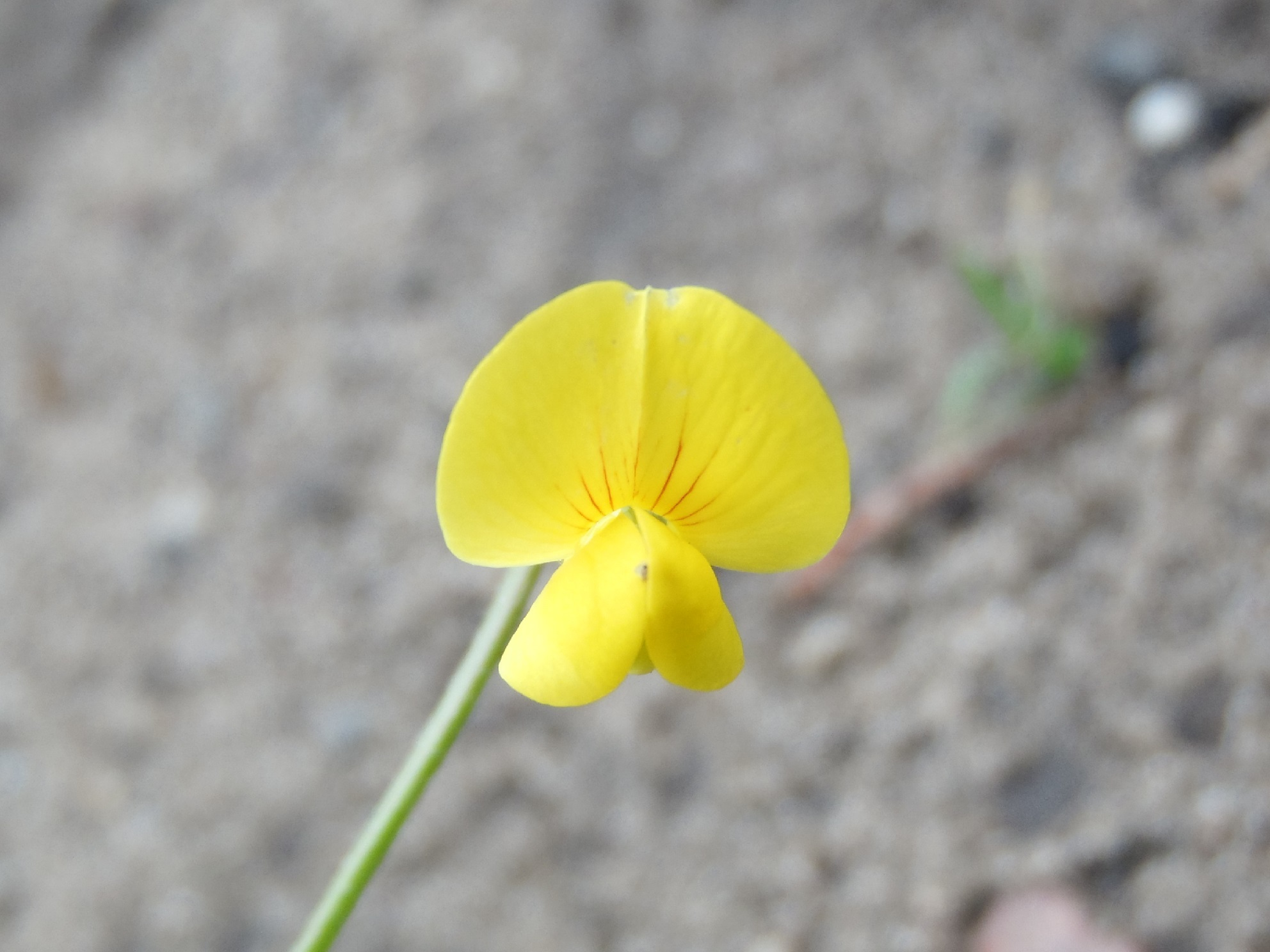

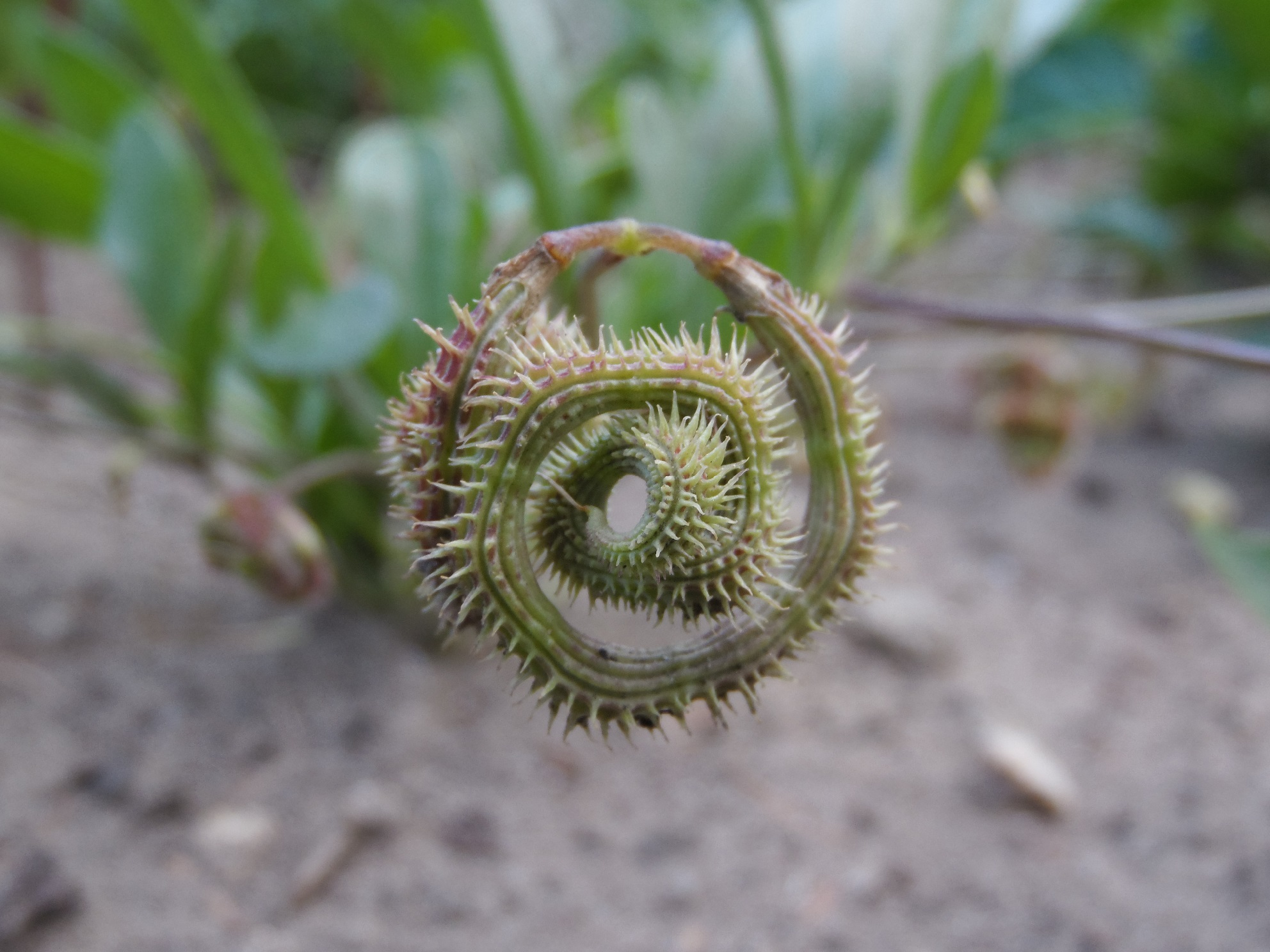
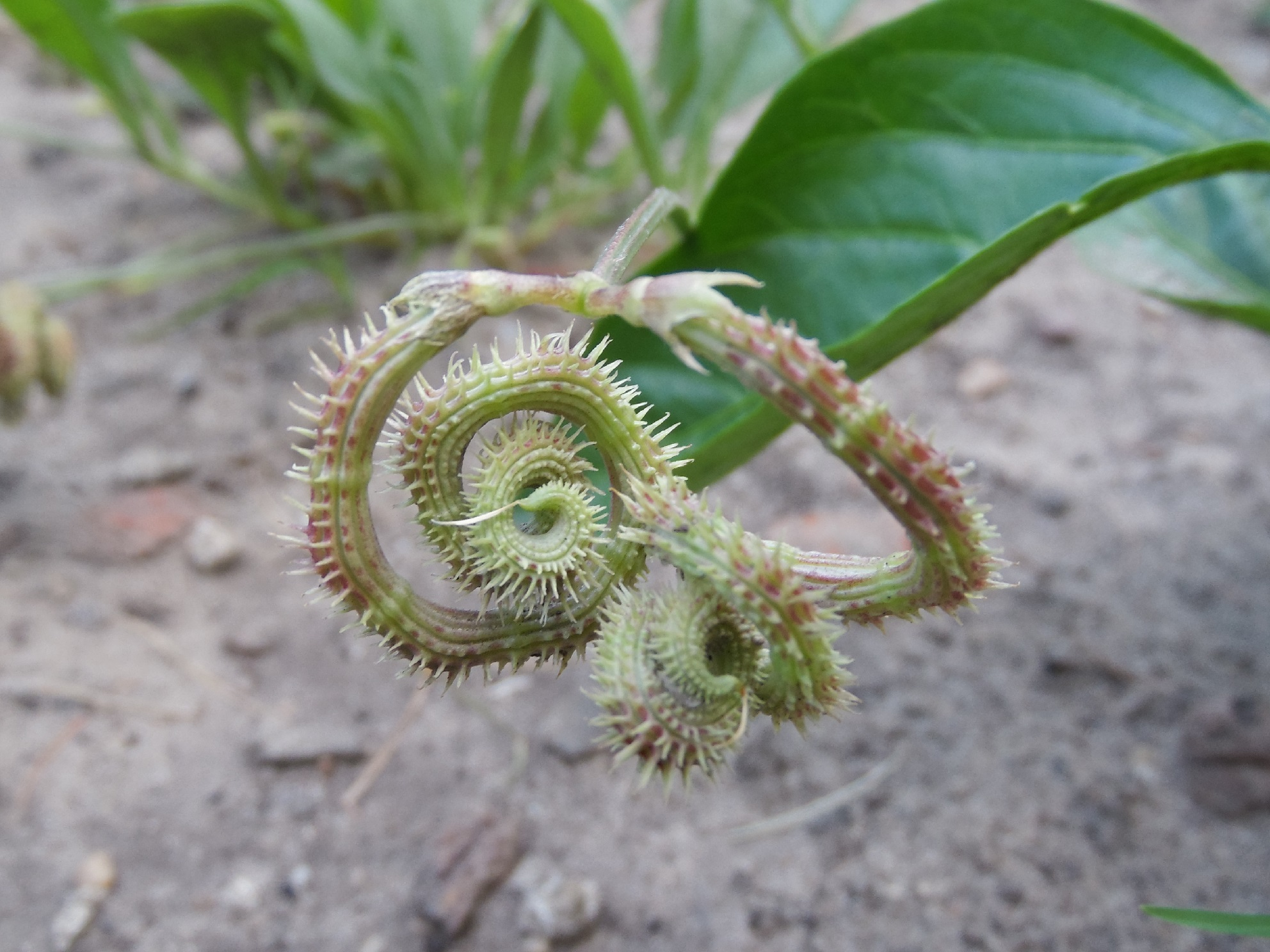

PokrójRozesłany, roślina dorasta do 0,3–0,8 m wysokości. Łodygi sztywne, żebrowane, lekko owłosione lub nagie.
LiściePojedyncze i eliptyczne. Liścienie podłużne, rurkowate.
KwiatyNiewielkie, żółte, kształtem charakterystyczne dla roślin motylkowatych. Wyrastają w liczbie 2–6 na długich szypułkach.
OwoceSpiralnie skręcone strąki, długości 3–5 cm pokryte miękkimi kolcami.

## Biologia i ekologia
Roślina ta kwitnie od marca do czerwca. Siedlisko: w naturalnych miejscach występowania rośnie na polanach, poboczach i polach.

## Zastosowanie
Może być także uprawiana jako okrywowa roślina ogrodowa. owoce są jadalne. Ze względu na oryginalny kształt strąków, owoce te można dodawać do sałatek.